# Рувне (Поморське воєводство)
Рувне (пол. Równe) — село в Польщі, у гміні Лінево Косьцерського повіту Поморського воєводства.
У 1975—1998 роках село належало до Гданського воєводства.